# St. Nikolaus (Gansheim)

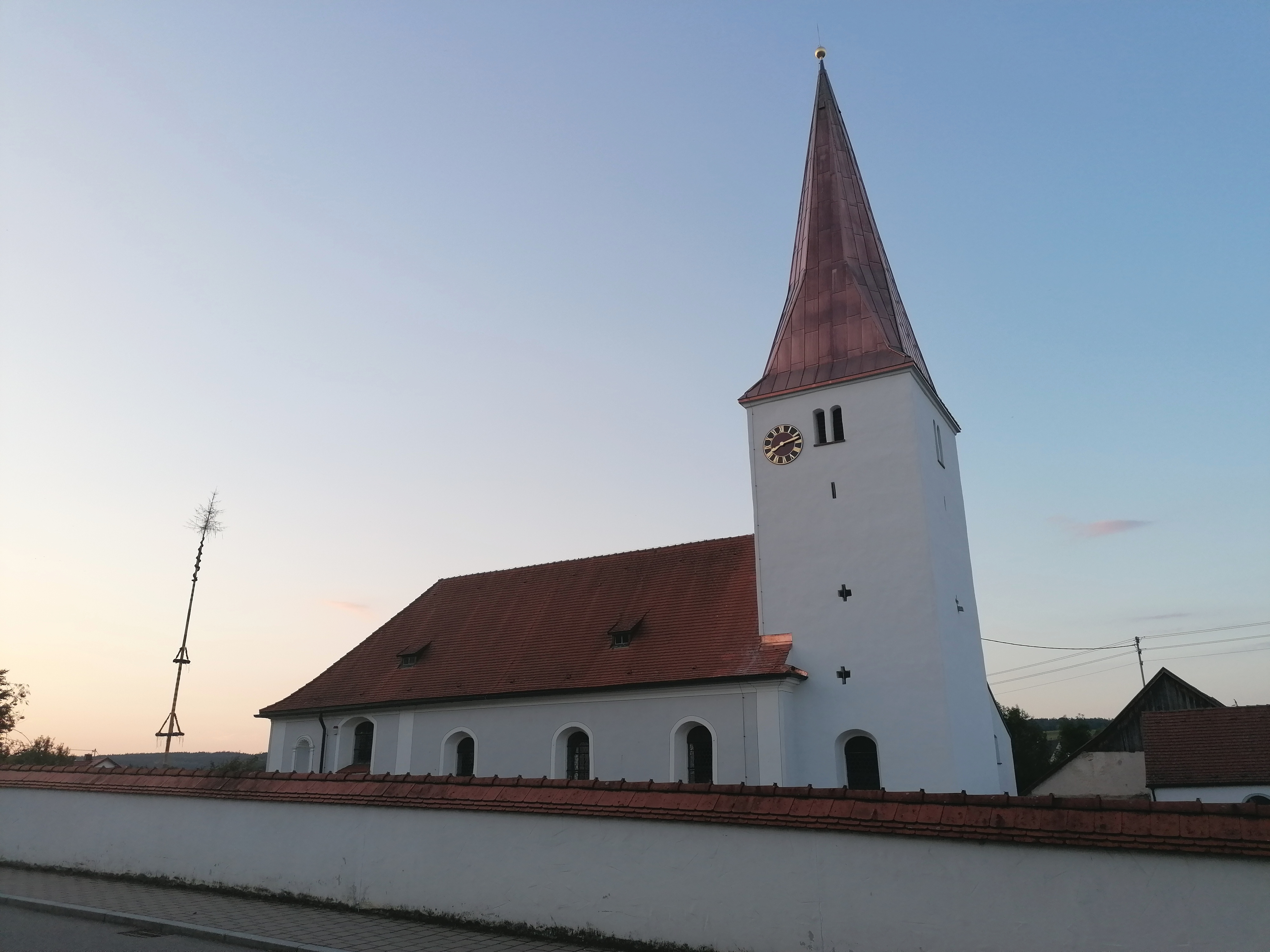
Kirche St. Nikolaus in Gansheim (2024)

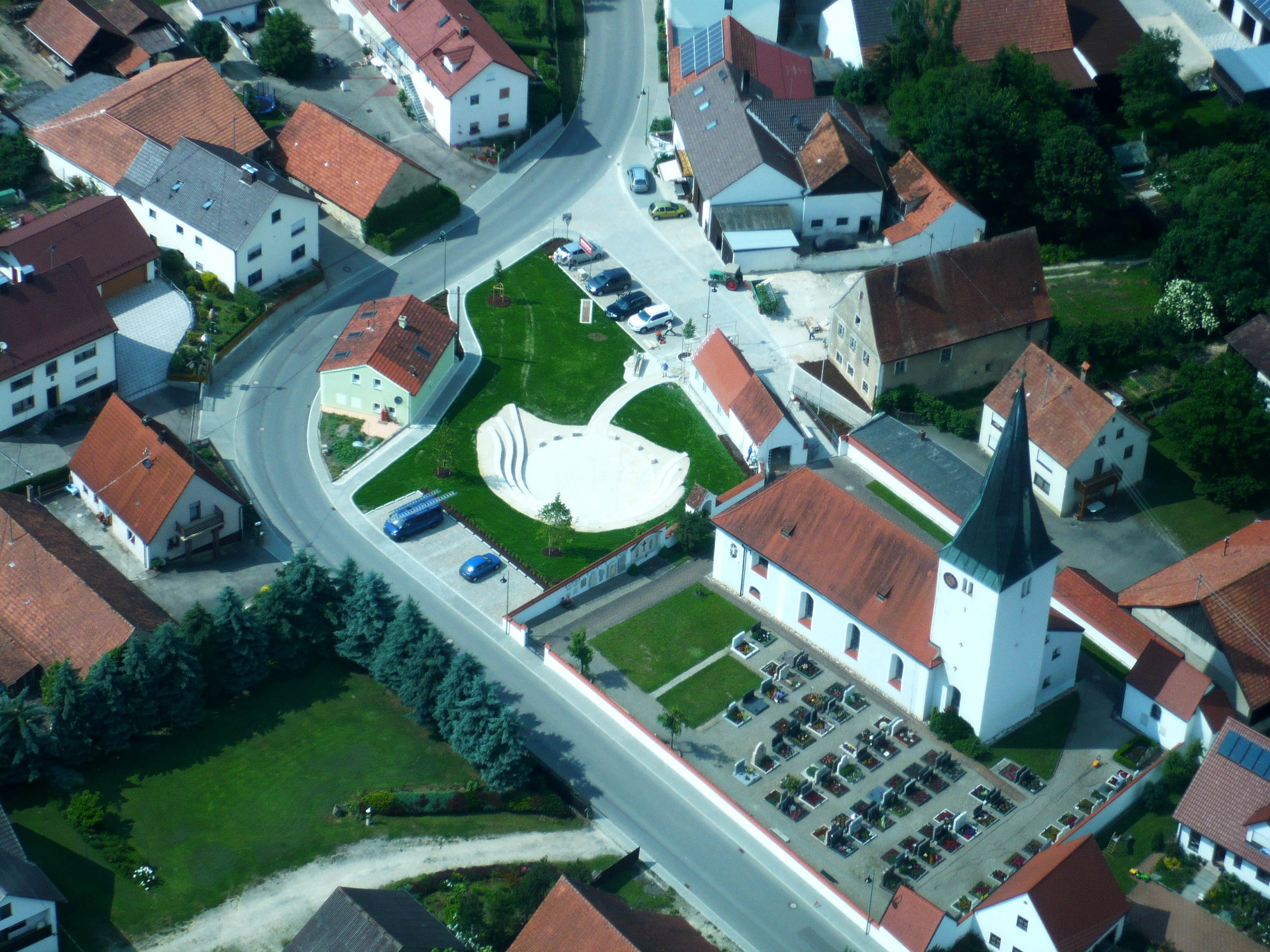
Luftaufnahme von Gansheim: In der Bildmitte der neu erbaute Dorfplatz, rechts daneben die Kirche St. Nikolaus.

Die katholische Pfarrkirche St. Nikolaus in Gansheim, einem Gemeindeteil von Marxheim im Landkreis Donau-Ries im bayerischen Regierungsbezirk Schwaben, wurde ursprünglich im Mittelalter erbaut. Die dem heiligen Nikolaus geweihte Kirche ist ein geschütztes Baudenkmal mit der Denkmalnummer D-7-79-178-12.

## Lage
Die Kirche liegt im Osten des Ortes am Kirchplatz 4 in einem ummauerten Friedhof. Auf dem Areal befindet sich auch die katholische Friedhofskapelle Zur Schmerzhaften Muttergottes, die ebenfalls denkmalgeschützt ist.

## Geschichte
Die im Kern mittelalterliche Chorturmanlage stammt wohl aus dem 13. Jahrhundert. Sie wurde 1727 erneuert und nach Westen verlängert. In den 1980er Jahren fanden umfangreiche Innenrenovierungsarbeiten statt. In den Jahren 2023 und 2024 erfolgt die Turmsanierung.

## Architektur
Der flachgedeckte Saalbau besitzt einen eingezogenen, rechteckigen Chor. Der im Kern mittelalterliche Turm wird von einem Spitzhelm bekrönt. Die Fresken in der Kirche stammen von 1911/12.

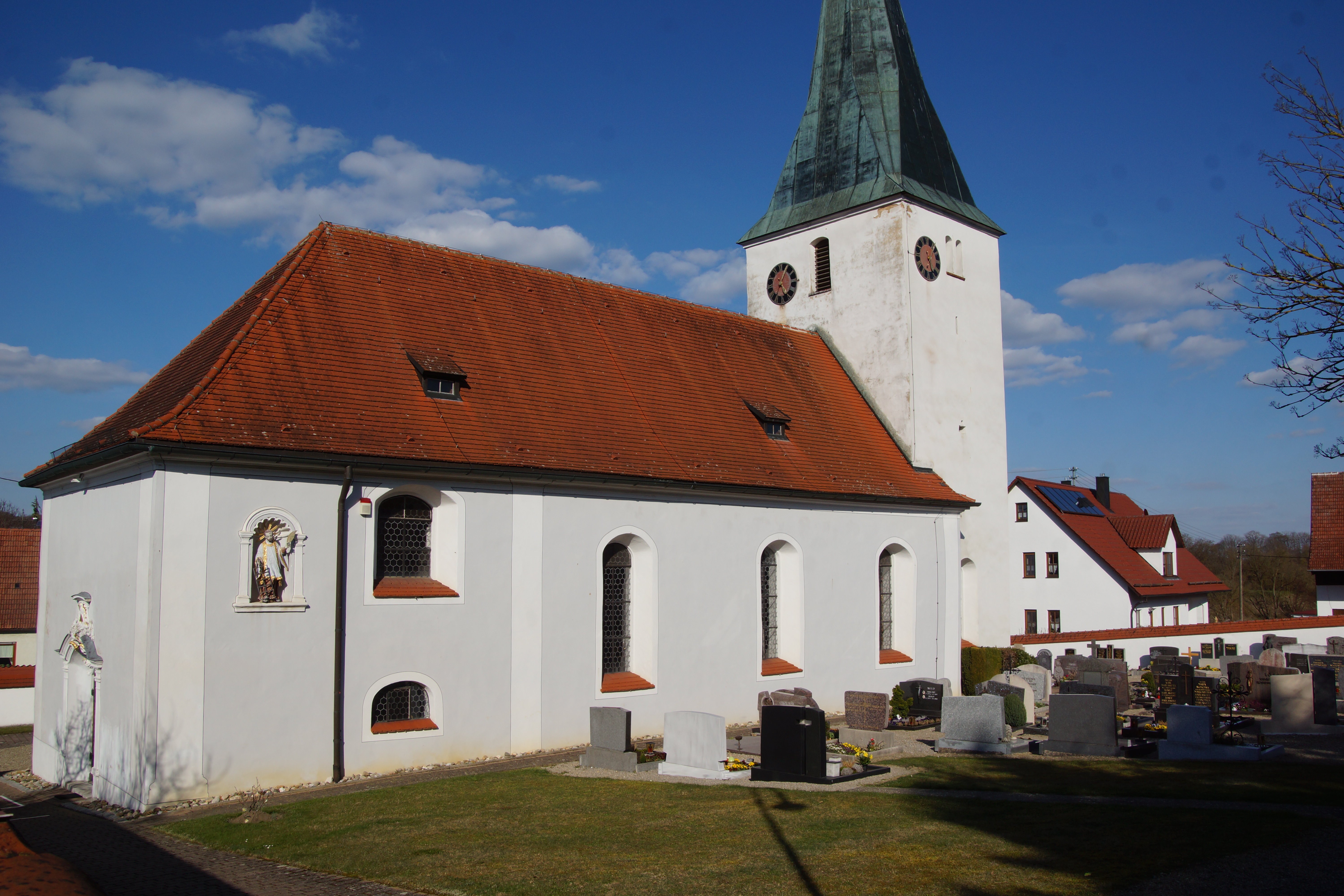
Ansicht des Langhauses von Westen
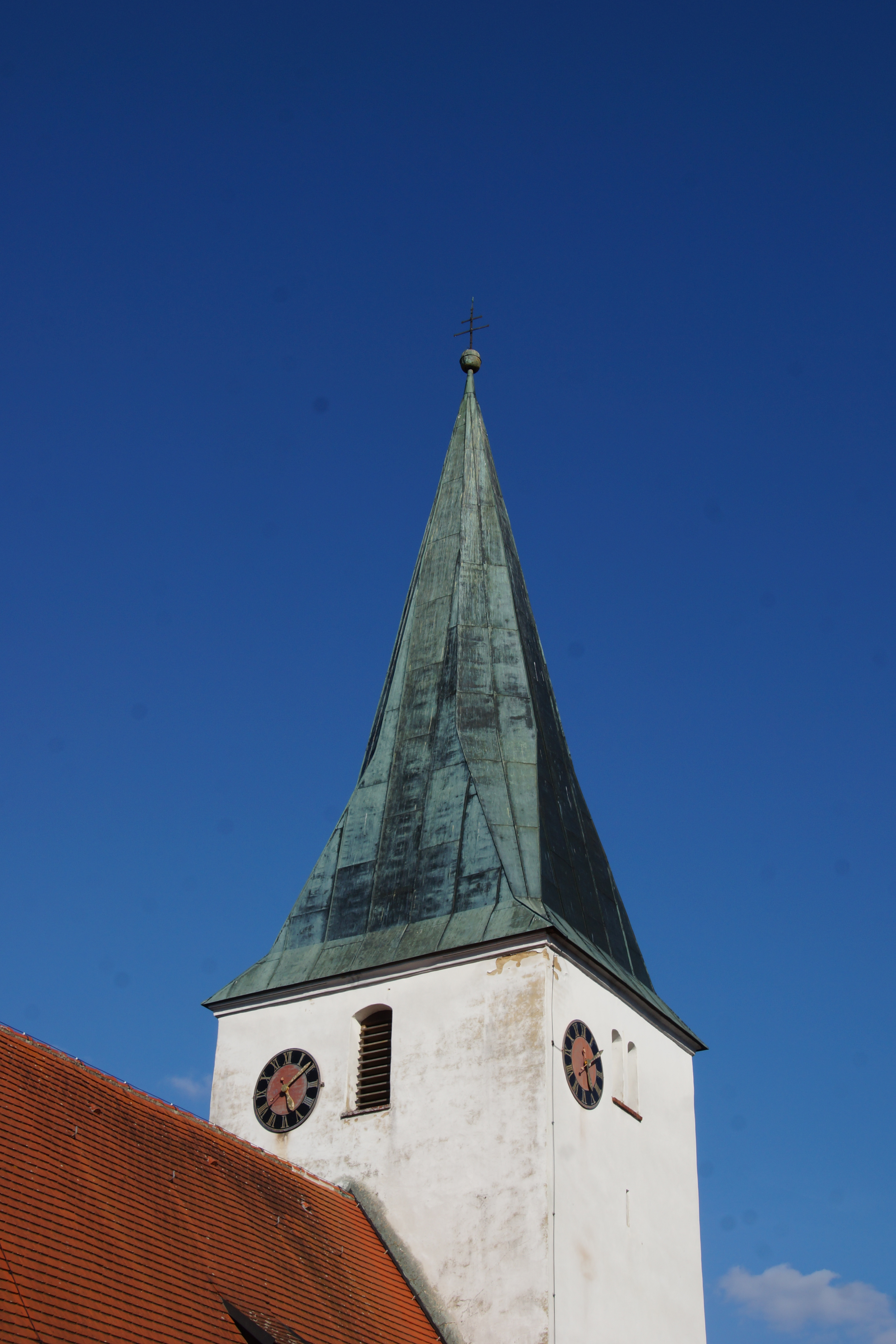
Detailansicht des Turmdaches 2021 (vor der Sanierung)
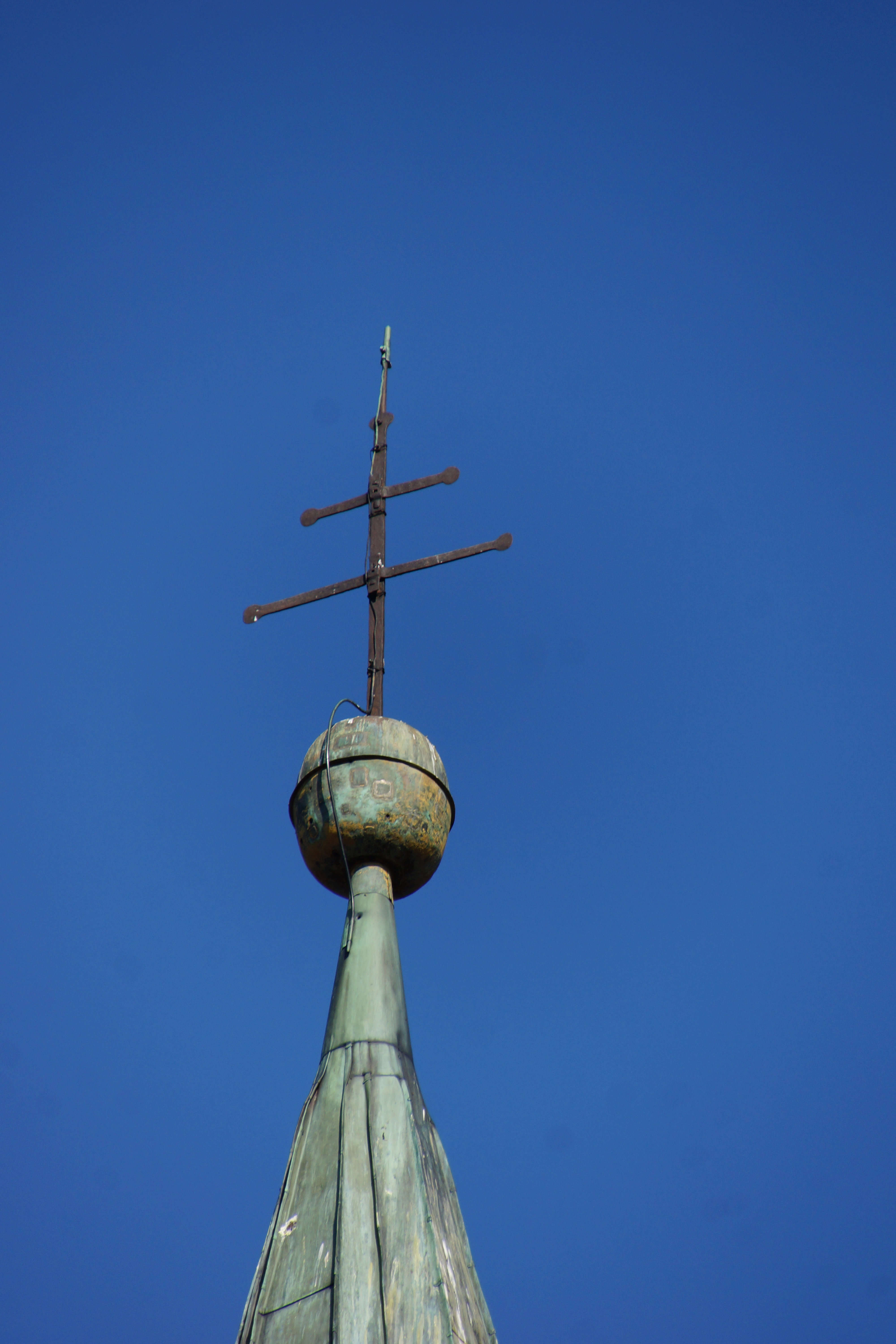
Spitzhelm des Kirchturmes 2021 (vor der Sanierung)
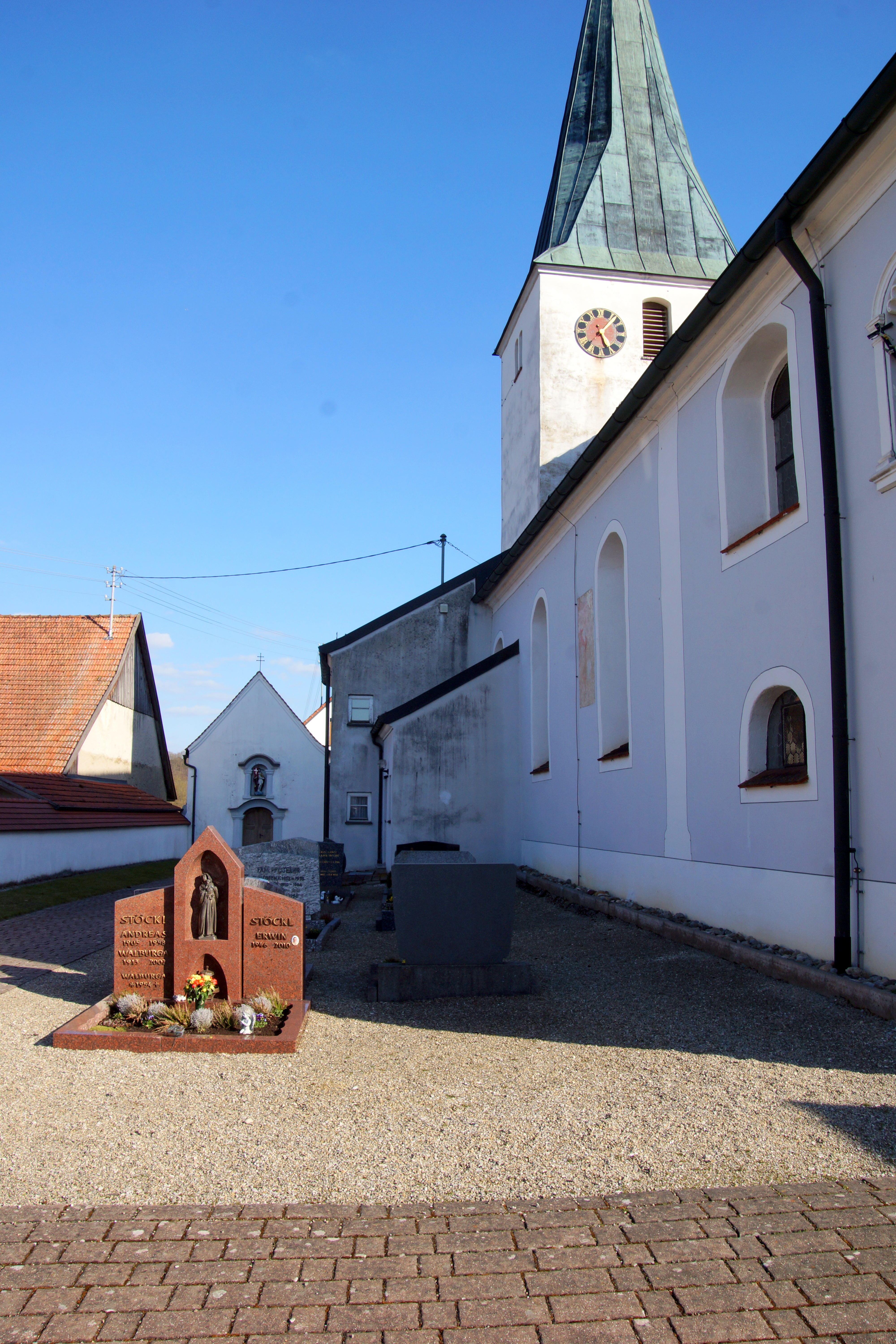
Nordseite der Kirche mit Sakristei

## Ausstattung
Die barocken Altäre stammen aus der Zeit von 1730/40. Zentrales Motiv des Hochaltares ist eine Schnitzfigur des Kirchenpatrons St. Nikolaus, die Figurengruppe im Auszug stellt die Marienkrönung dar. Seitlich an der Wand sind gute Schnitzfiguren des Rokoko mit St. Florian und St. Georg. Im linken Seitenaltar befindet sich eine hölzerne Skulptur der Muttergottes, die um 1430 datiert wird. Die Kanzel entstand um 1700. Ein Fragment des Epitaphs für Thomas von Strahlenfels († 1601) hat sich in der Kirche erhalten.
An der Friedhofsmauer ist ein Gefallenendenkmal in Erinnerung an im Zweiten Weltkrieg Verstorbene und Vermisste angebracht.

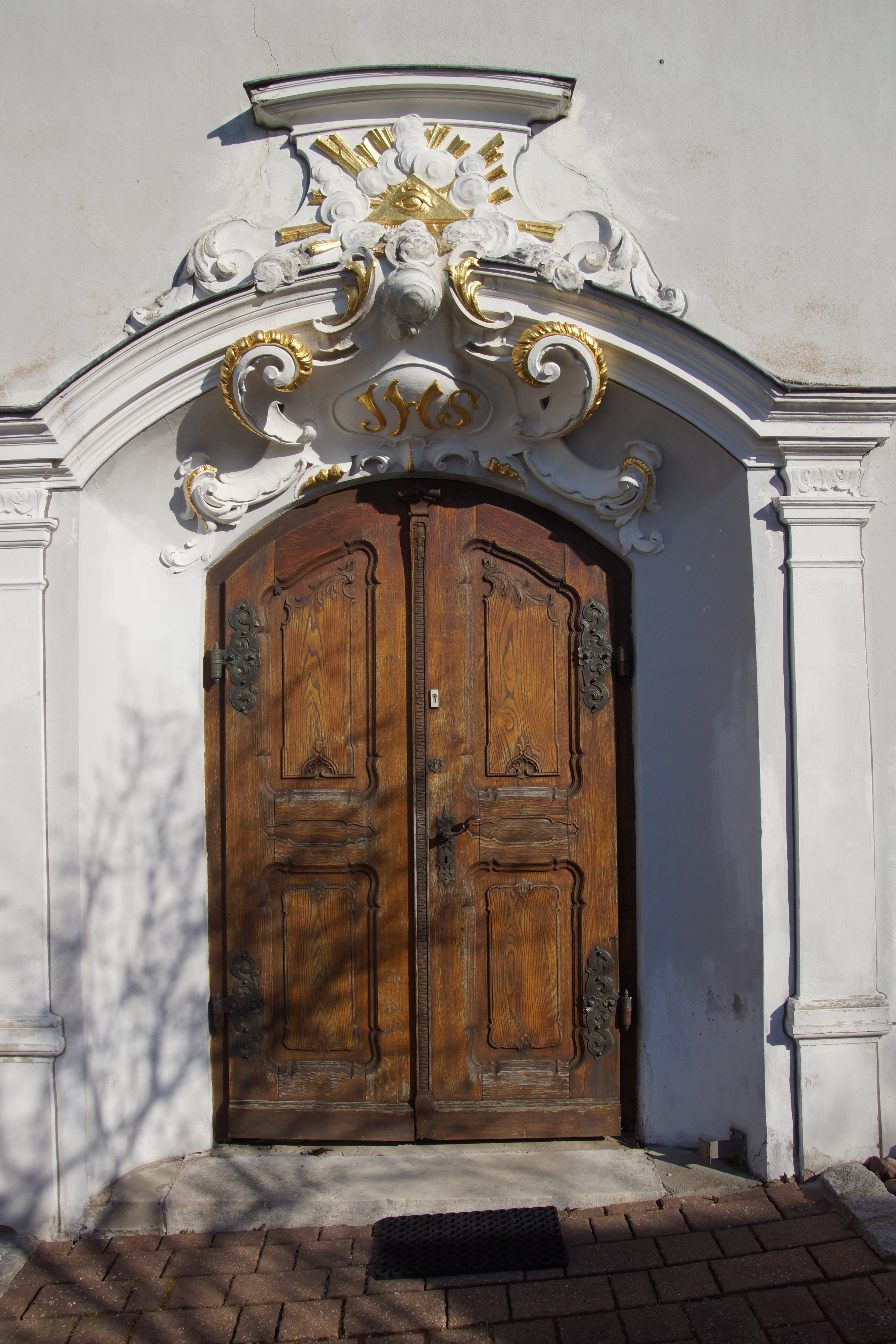
Eingangstür
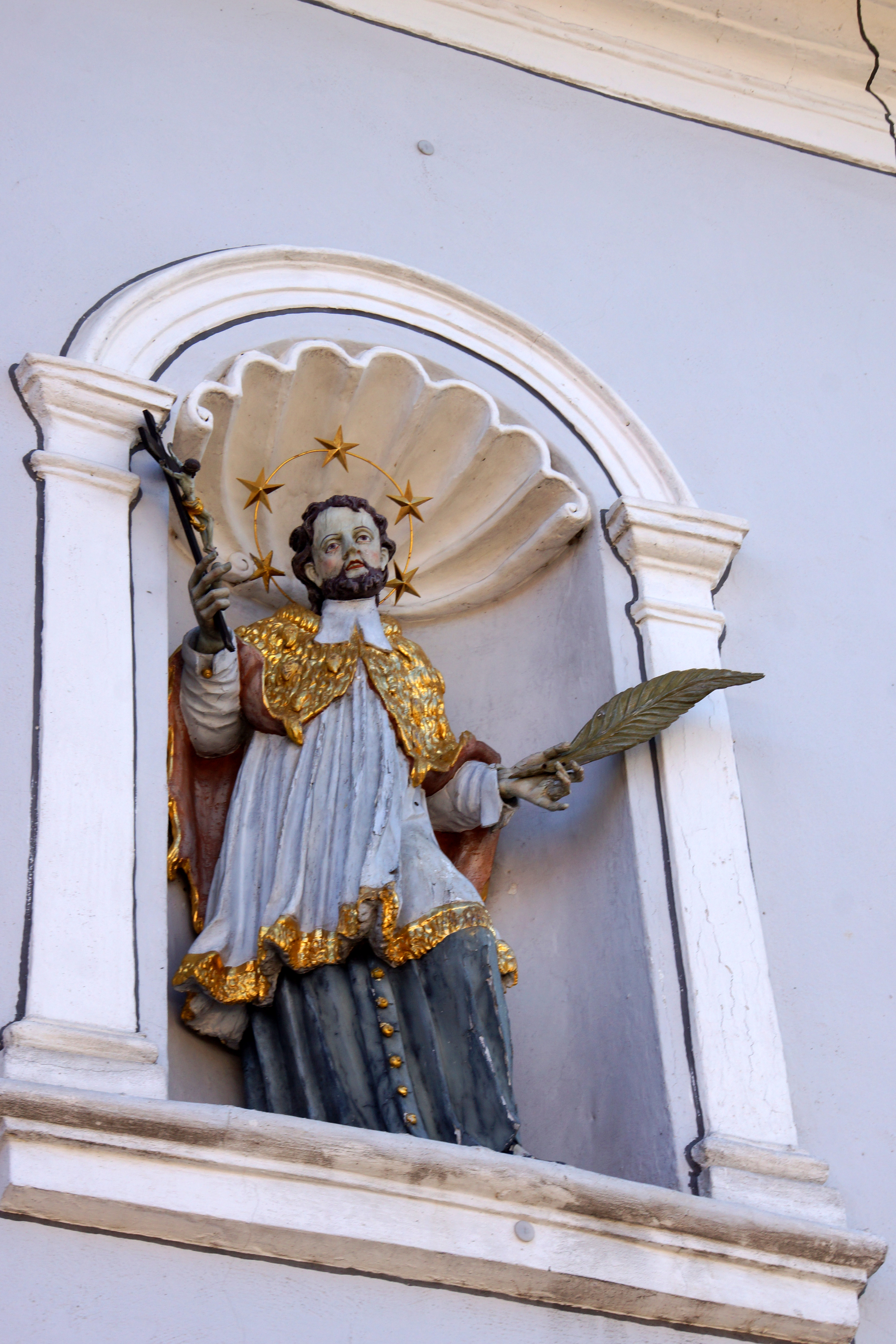
Skulptur an der Außenfassade
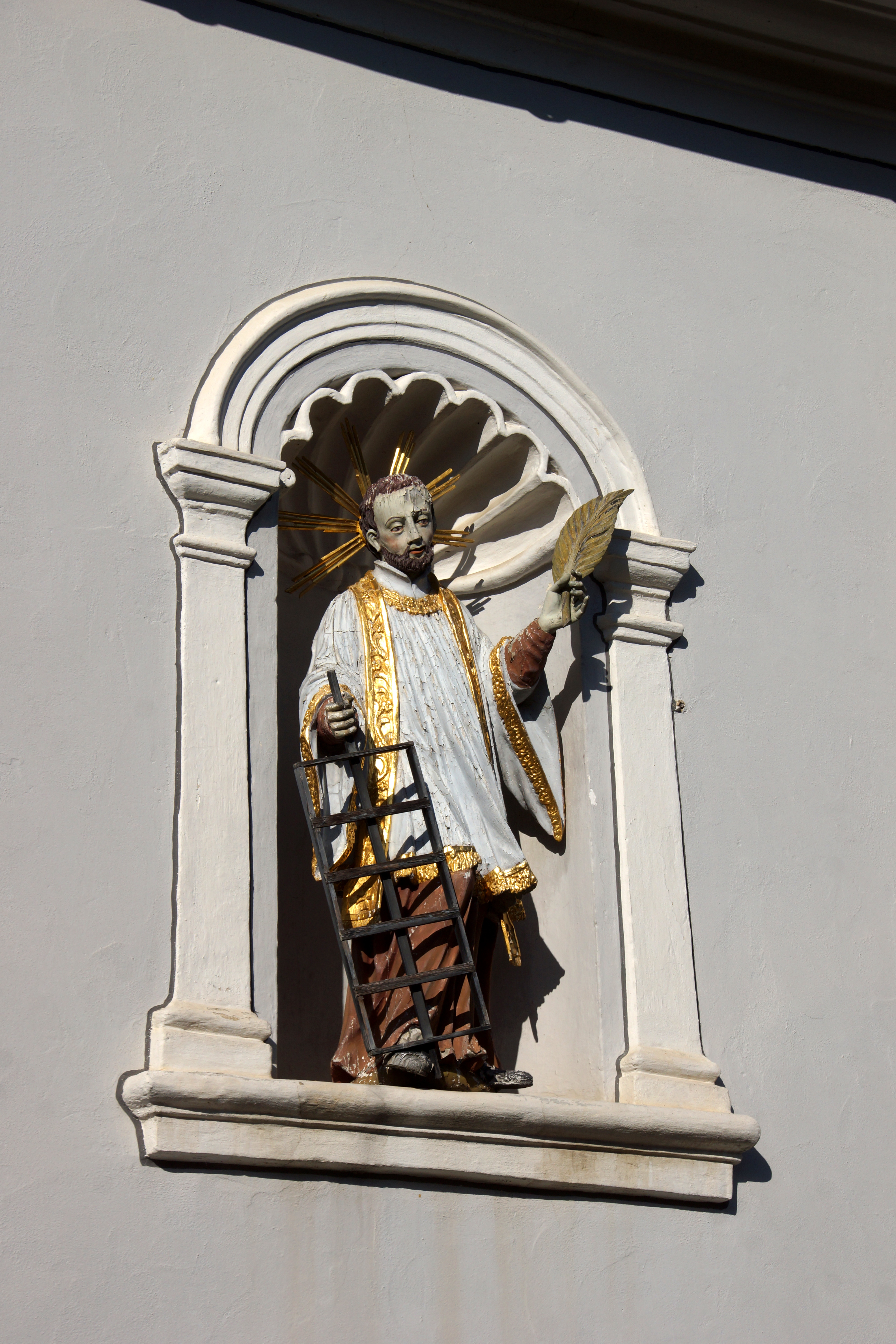
Skulptur an der Außenfassade
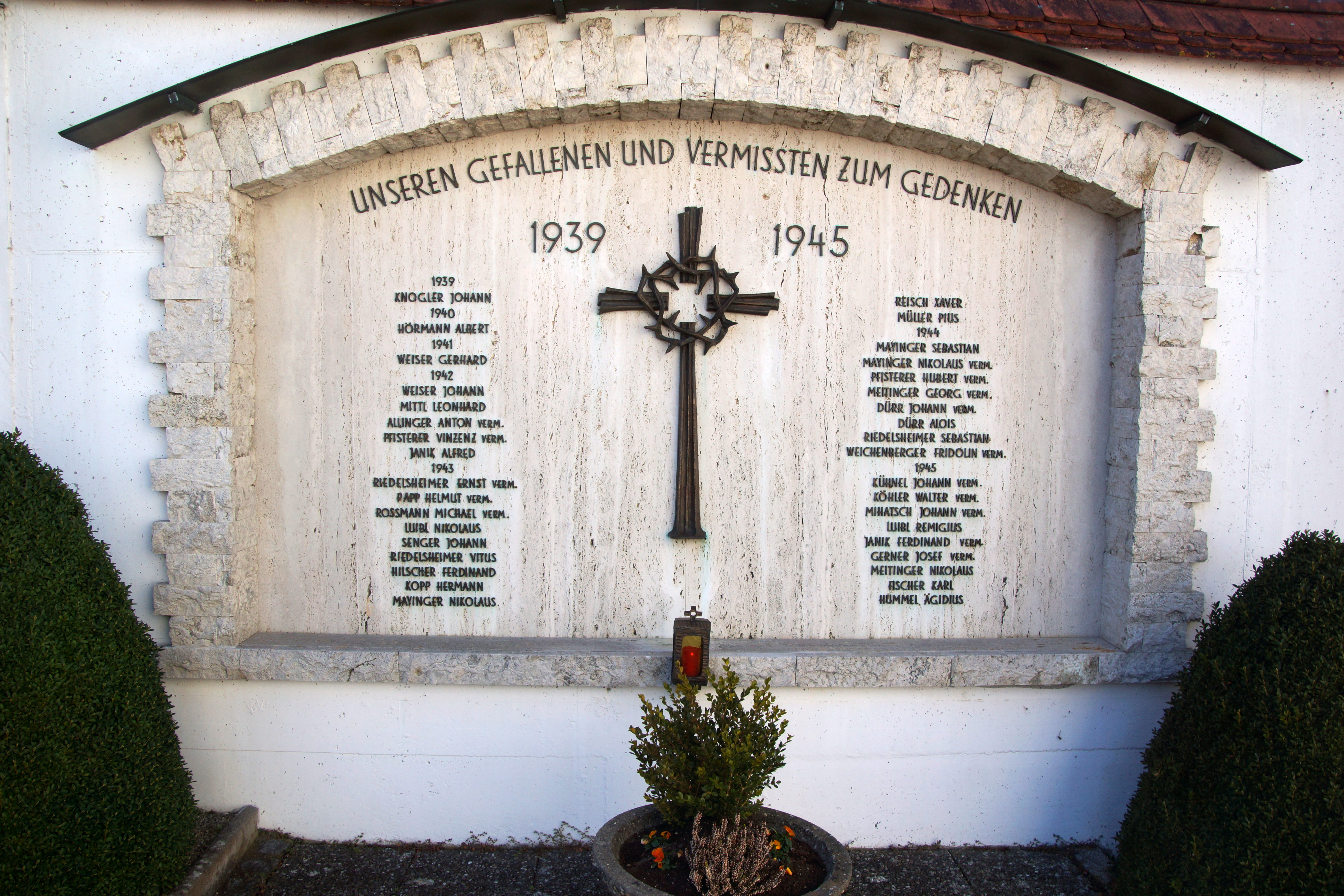
Gefallenendenkmal